# Registro Italiano Navale

RINA-Logo

Das Registro Italiano Navale (RINA) ist eine Schiffklassifikationsgesellschaft mit Sitz in Genua.

## Organisation
Die Gesellschaft befasst sich hauptsächlich mit der technischen Überwachung und Klassifizierung von Schiffen. Weitere Geschäftsfelder sind technische Zertifizierungen und Risikomanagement in den Bereichen Verkehr und Infrastruktur sowie technische Beratung und Unterstützung für Unternehmen verschiedener Wirtschaftszweige.
Der Unternehmenssitz und die Verwaltung befinden sich in Genua. Für RINA arbeiten über 3700 Menschen in 170 Geschäftsstellen in Italien und in 64 anderen Ländern.

## Geschichte

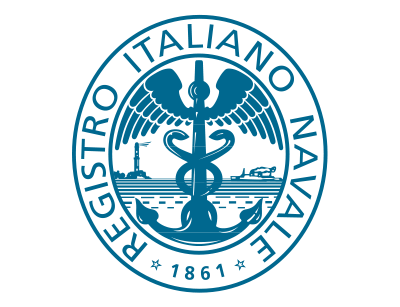
Historisches Logo

RINA wurde im Jahr 1861 in Genua unter dem Namen Registro Italiano als privatrechtliche Stiftung von örtlichen Reedern und Schiffseigentümern gegründet, um die Abhängigkeit von ausländischen Klassifizierungsgesellschaften zu beenden und um Versicherungskosten zu senken. Der italienische Staat erkannte das Registro Italiano 1870 als gemeinnützige Organisation an und erlaubte ab 1881 die Übernahme staatlicher Aufgaben. 1910 erfolgte die Fusion mit dem Registro Nazionale und die Umbenennung in Registro Nazionale Italiano, nach dem Ersten Weltkrieg dann in Registro Navale Italiano. 1919 unterschrieb man wichtige Kooperationsabkommen mit dem British Corporation Register of Shipping and Aircraft, dem American Bureau of Shipping und dem japanischen Teikoku Kaiji Kyokai. 1921 erfolgte die Übernahme der Veritas Adriatico und die Verlegung des offiziellen Unternehmenssitzes nach Rom. Die Verwaltung verblieb in Genua. Daneben entstanden zwei technische Abteilungen, eine in Genua für das Tyrrhenische Meer und eine in Triest für die Adria. Gleichzeitig wurde man in der Binnenschifffahrt tätig, zwischen 1927 und 1938 auch in der Luftfahrt. Aus letzterem Grund erhielt das Unternehmen die neue Bezeichnung RINA – Registro Italiano Navale ed Aeronautico. Die Zuständigkeiten für die Luftfahrt gab man 1938 an das neue Registro Aeronautico Italiano (RAI) ab, welches seinerseits 1997 von der Luftfahrtbehörde ENAC übernommen wurde. Die Abkürzung RINA behielt man jedoch bei. Nachdem die schwierige Phase des Zweiten Weltkriegs und der Nachkriegszeit überwunden war, reihte sich RINA wieder in internationale Organisationen ein und expandierte stark. 1968 gründete RINA mit sechs anderen Klassifizierungsgesellschaften die International Association of Classification Societies. 1998 verlor RINA auf Grund europäischer Rechtsnormen seine Monopolstellung in Italien, was erhebliche Restrukturierungsmaßnahmen und eine Diversifizierung der Unternehmensaktivitäten erforderlich machte. Als Ergänzung der eigenen Geschäftsstellen im Ausland beteiligte man sich dort auch an etlichen Unternehmen. 1999 wurden die operativen Bereiche in einer Aktiengesellschaft unter dem Namen RINA S.p.A. vereinigt, welche nach einer internen Neuordnung im Wesentlichen aus drei Abteilungen besteht: Divisione Navale, Divisione Certificazione e Servizi und Divisione Industry.
Schiffe, die vom Registro Italiano Navale vermessen sind, tragen die Lettern RI an den Ladelinien (Plimsoll-Marke) mittschiffs.